# Ted King
Theodore William „Ted” King (1 października 1965 w Hollywood) – amerykański reżyser i aktor. Wystąpił w roli inspektora Andy’ego Trudeau podczas pierwszego sezonu serialu Czarodziejki (1998-1999).

## Życiorys
Urodził się w Hollywood. Dorastał w Bethesdzie w Maryland, Kalifornii i Nowym Jorku. Uczęszczał do Tisch Scholl of the Arts na Uniwersytecie Nowojorskim, gdzie studiował reżyserię filmową. Był współzałożycielem off-off Broadwayowskiego Portal Theatre Company w Nowym Jorku i przez kilka lat miał silną pozycję w Nowojorskim Teatrze. Pracował jako montażysta filmów i wideo, zanim dostał swoją pierwszą rolę aktorską.
Zadebiutował na małym ekranie jako śmierć w komedii grozy ABC Godzina północy (The Midnight Hour, 1985) w reżyserii Jacka Bendera z Shari Belafonte. Po gościnnym występie jako radiowiec w serialu CBS Rok w piekle (Tour of Duty, 1990) z Kyle Chandlerem, dostał swoją pierwszą wiodącą rolę jako Danny Roberts w operze mydlanej ABC Loving (1994-1995), za którą w 1996 był nominowany do nagrody Soap Opera Digest jako wybitny młody aktor w serialu. Drugą nominację do nagrody Soap Opera Digest w kategorii wybitny młody aktor w serialu w 1997 przyniosła mu rola Danny’ego Robertsa w operze mydlanej The City (1995-1996). Za rolę Lorenzo Alcazara w operze mydlanej ABC Szpital miejski (General Hospital, 2002-2007) w 2005 otrzymał nagrodę Soap Opera Digest w kategorii ulubiony czarny charakter.

## Życie prywatne
14 września 2008 poślubił Mayę Rodwell. Mają dwie córki – Avę Celeste (ur. 15 października 2010) i Vivienne Aurelię (ur. 17 kwietnia 2013).

## Filmografia

### Seriale
- 1994-1995: Loving jako Danny Roberts
- 1995-1996: The City jako Danny Roberts
- 1998: Z archiwum X: Pokonać przyszłość (The X Files) jako agent FBI na dachu
- 1997-1998: Strażnik czasu (Timecop) jako Jack Logan
- 1998-1999: Czarodziejki (Charmed) jako inspektor Andy Trudeau
- 2000: JAG – Wojskowe biuro śledcze (JAG) jako porucznik komandor Holtsford (odc. „Flight Risk”)
- 2001: Seks w wielkim mieście (Sex and the City) jako Brad (odc. „Time and Punishment”)
- 2001: Prawo i porządek: sekcja specjalna (Law & Order: Special Victims Unit) jako Tony (odc. „Stolen”)
- 2002: Frasier jako Craig (odc. „The Guilt Trippers”)
- 2002-2007: Szpital miejski (General Hospital) jako Lorenzo Alcazar / Luis Ramon Alcazar
- 2003: Babski oddział (The Division) jako Tom Lazzario
- 2008-2009: Skazany na śmierć (Prison Break) jako Downey
- 2010: CSI: Kryminalne zagadki Miami (CSI: Miami) jako Sam Gardner
- 2011-2012: Tylko jedno życie (One Life to Live) jako Tomas Delgado
- 2013: Elementary jako James Monroe
- 2015: Agenci NCIS (NCIS) jako kapral Daniel Collins
- 2016: Hawaii Five-0 jako Clark Brighton
- 2019: Agenci NCIS: Los Angeles (NCIS: Los Angeles) jako Phil Carmona
- od 2021: Moda na sukces jako Jack Finnegan

### Filmy
- 1998: Blade: Wieczny łowca jako wampir w Rave
- 2002: Impostor: Test na człowieczeństwo jako operator RMR